# 芜湖专区
芜湖专区，中华人民共和国安徽省已撤销的专区，在今安徽省东南部。
1952年置，属皖南行署区，专员公署驻芜湖市。辖原宣城专区所属宣城、郎溪、广德、泾县、当涂、南陵6县；原巢湖专区所属巢县、含山、和县、无为、庐江5县；原池州专区所属繁昌县及原由皖南行署直辖的芜湖县。专区辖13县。同年，芜湖专区改属安徽省。
1957年，原徽州专区所属宁国、旌德、绩溪、歙县、休宁、黟县、祁门、石埭、太平9县划入芜湖专区。1958年，将巢县划归合肥市；庐江县划归六安专区。芜湖专区辖20县。
1959年，专区辖县作以下调整：
1. 撤销芜湖县，并入芜湖市；
2. 撤销旌德县，并入绩溪县；
3. 撤销石埭县，并入太平、祁门2县；
4. 撤销黟县，并入祁门县；
5. 撤销和县、含山2县，合并设立和含县；
6. 撤销郎溪、广德2县，合并设立郎广县。

调整后，芜湖专区辖14县。
1961年，将太平、歙县、绩溪、休宁、祁门、宁国6县划归徽州专区；撤销和含县，恢复和县、含山2县；撤销郎广县，恢复郎溪、广德2县；恢复芜湖、黟县、旌德3县。专区辖12县。
1965年，原省直辖的芜湖市划归芜湖专区；巢湖、无为、和县、含山4县划归巢湖专区。芜湖专区辖1市、8县。

## 芜湖地区
1971年，撤销芜湖专区，改置芜湖地区。
1980年2月，芜湖地区改名宣城地区。